# Party Bugs
Party Bugs ist ein Kartenspiel des italienischen Spieleautors Martino Chiacchiera, das im Jahr 2018 bei dem Verlag Abacusspiele erschien.

## Thema und Ausstattung
Party Bugs ist ein Kartenspiel, bei dem die bis zu sechs Mitspieler versuchen müssen, durch Pärchenbildungen möglichst wenige Punkte aus einer Kartenauslage zu bekommen. Thematisch geht es um eine Kostümparty von Kakerlaken.
Das Spielmaterial besteht aus sechs Kartensets von jeweils 13 Karten verschiedener Farbe mit den Werten 1 bis 13, auf denen die verschiedenen Kakerlaken abgebildet sind, einer Gleichstandskarte (verschlafene Maus), einer Spiegelkarte und einer Diskokugel.

## Spielweise
Zur Spielvorbereitung wird die Diskokugel in die Tischmitte gelegt und jeder Mitspieler bekommt ein Kartenset aus 13 Karten mit der jeweils gleichen Farbrückseite. Die Kartensets werden gemischt und jeweils als verdeckter Nachziehstapel vor die Mitspieler gelegt. Die jeweils oberste Karte wird aufgedeckt an die Diskukugel gelegt (auf die Tanzfläche), danach nimmt sich jeder Spieler die folgenden drei Karten als Handkarten auf die Hand. Der Spieler, der die niedrigste Karte auf die Tanzfläche gelegt hat, bekommt die Gleichstandskarte, die er offen vor sich ablegt.
Das Spiel geht entsprechend der Kartenanzahl über 13 Runden. In den ersten 12 Runden wählt immer jeder Spieler eine seiner drei Handkarten aus und legt diese verdeckt vor sich ab, danach werden alle Auswahlkarten gleichzeitig aufgedeckt. Der Spieler, der die Karte mit dem niedrigsten Wert ausgespielt hat, beginnt mit der Wahl einer Karte auf der Tanzfläche, tauscht diese mit seiner ausgespielten Karte und legt sie offen in seine persönliche Auslage. Danach folgen die anderen Spieler in der Reihenfolge ihrer Kartenwerte. Haben mehrere Spieler die gleichen Kartenwerte, beginnt derjenige, der im Uhrzeigersinn am nächsten zu dem Spieler mit der Gleichstandskarte sitzt. Spielt ein Spieler den „Party-King“, also die Karte mit dem Wert 13, nimmt er alle drei ausliegenden Karten und fügt sie seiner Auslage zu, alle anderen Spieler bekommen keine Karten und legen ihre Karten entsprechend einfach auf die Tanzfläche. Nach ihren Zügen ziehen alle Spieler eine Karte von ihrem Nachziehstapel nach.
Die Spieler versuchen, möglichst wenige Punkte in ihre persönliche Auslage zu bekommen. Immer wenn sie durch eine neu erhaltene Karte in ihrer Auslage ein Paar aus zwei gleichen Kartenwerten (und Abbildungen) bilden können, können sie diese beiden Karten aus dem Spiel nehmen. Nach der letzten Runde haben die Spieler keine Handkarten mehr, müssen jedoch die noch ausliegenden Karten verteilen. Dabei wählt als erster der Spieler links neben dem Spieler mit der Gleichstandskarte eine Karte von der Tanzfläche, die anderen folgen im Uhrzeigersinn.
Das Spiel endet nach der 13. Runde und der Spieler, der die wenigsten Punkte in seiner Auslage hat, gewinnt das Spiel. Bei einem Gleichstand gewinnt der Spieler, der im Uhrzeigersinn am nächsten am Spieler mit der Gleichstandskarte sitzt.

### Spiel zu zweit
Im Spiel zu zweit werden die Regeln leicht modifiziert, indem ein Dummy-Spieler mitspielt und einen eigenen Kartensatz bekommt. Die Karten vom Dummy-Spieler werden direkt vom verdeckten Kartenstapel gezogen und er ist immer als letzter Spieler an der Reihe. Der „Party-King“ des Dummys löst keine Sonderaktion aus.

### Varianten
Die Spielregeln zeigen zwei Varianten für das Spiel auf:
1. Die Spieler erhalten zu Spielbeginn vier Handkarten und dürfen von diesen eine auswählen, die sie verdeckt in ihre Auslage legen. Wenn sie im Laufe des Spiels mit dieser Karte ein Paar bilden können, wird dieses aus dem Spiel genommen.
2. Das Spiel wird über so viele Runden gespielt wie Mitspieler vorhanden sind. Der jeweils letzte Verlierer mit der höchsten Punktezahl erhält eine Spiegelkarte und legt diese in seine Auslage. Er kann diese Karte als Joker nutzen, um ein Paar aus einer Zahlen- und der Spiegelkarte zu bilden.

### Blind Date
Die als Mini-Erweiterung auf der Rückseite des Katalogs von 2018 des Abacus-Verlages abgedruckten „Blind-Date“-Karten können zu dem Spiel hinzugenommen werden. Auf diesen Karten sind jeweils Paare aus zwei unterschiedlichen Zahlenwerten abgebildet. Zu Beginn des Spiels bekommt jeder Spieler verdeckt eine dieser Karten und darf sie einmal im Spiel benutzen, um ein Pärchen entsprechend der Darstellung aus dem Spiel zu nehmen.

## Veröffentlichungen
Das Spiel Party Bugs wurde von Martino Chiacchiera entwickelt und erschien 2018 auf Deutsch bei dem Verlag Abacusspiele, auf Niederländisch bei White Goblin Games und auf Englisch bei Z-Man Games.
2018 veröffentlichte Abacusspiele auf der Rückseite ihres Jahreskatalos 2018 zu den Internationalen Spieletagen die Mini-Erweiterung „Blind-Date“.

## Belege
1. 1 2 3 4 5 6 7  Spielanleitung Party Bugs, Abacusspiele 2016.
2. 1 2  Party Bugs Blind Date bei BoardGameGeek; abgerufen am 14. November 2018.
3. ↑  Party Bugs, Versionen bei BoardGameGeek. Abgerufen am 14. November 2018.